# Bundesgefängnis Leavenworth

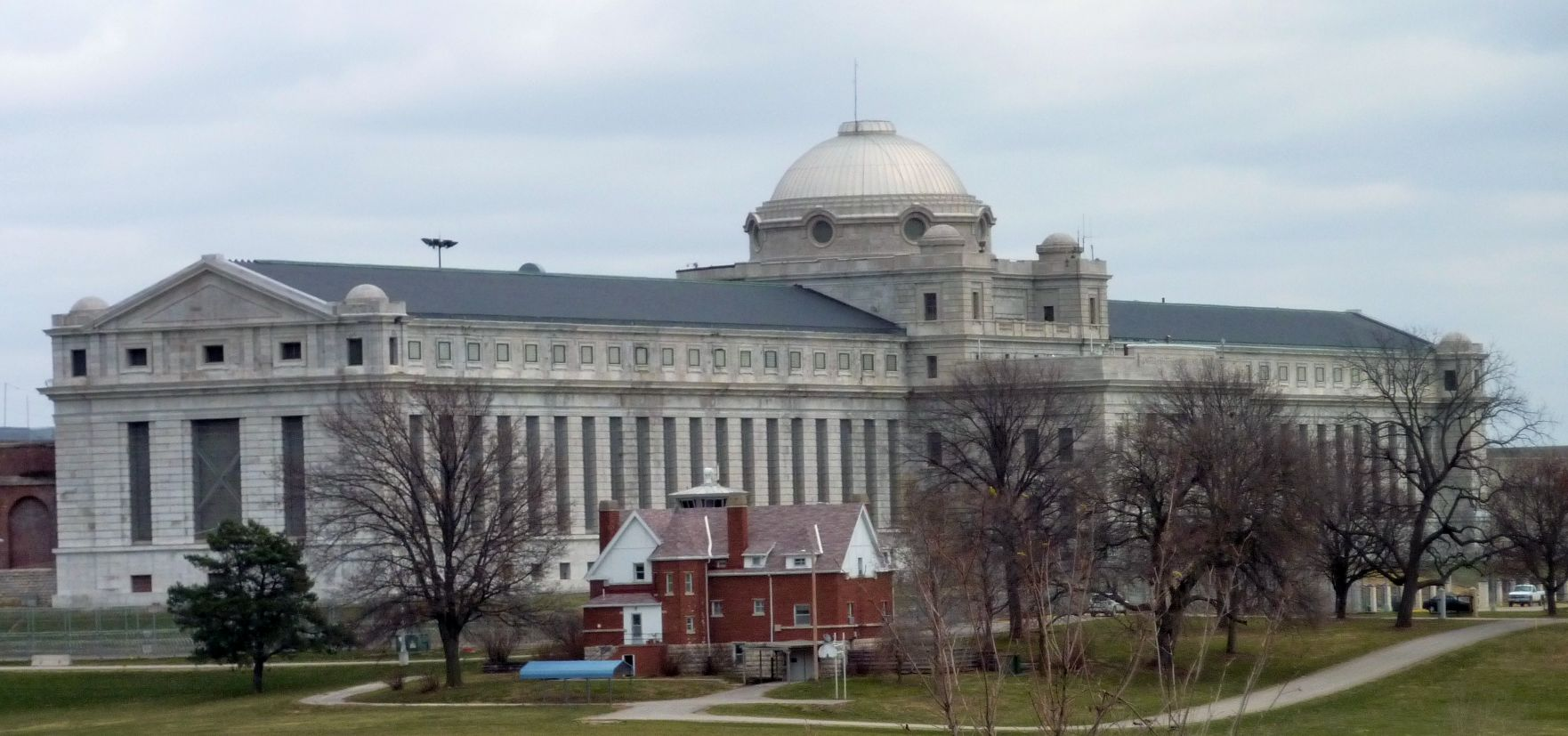
Das USP Leavenworth im Dezember 2009

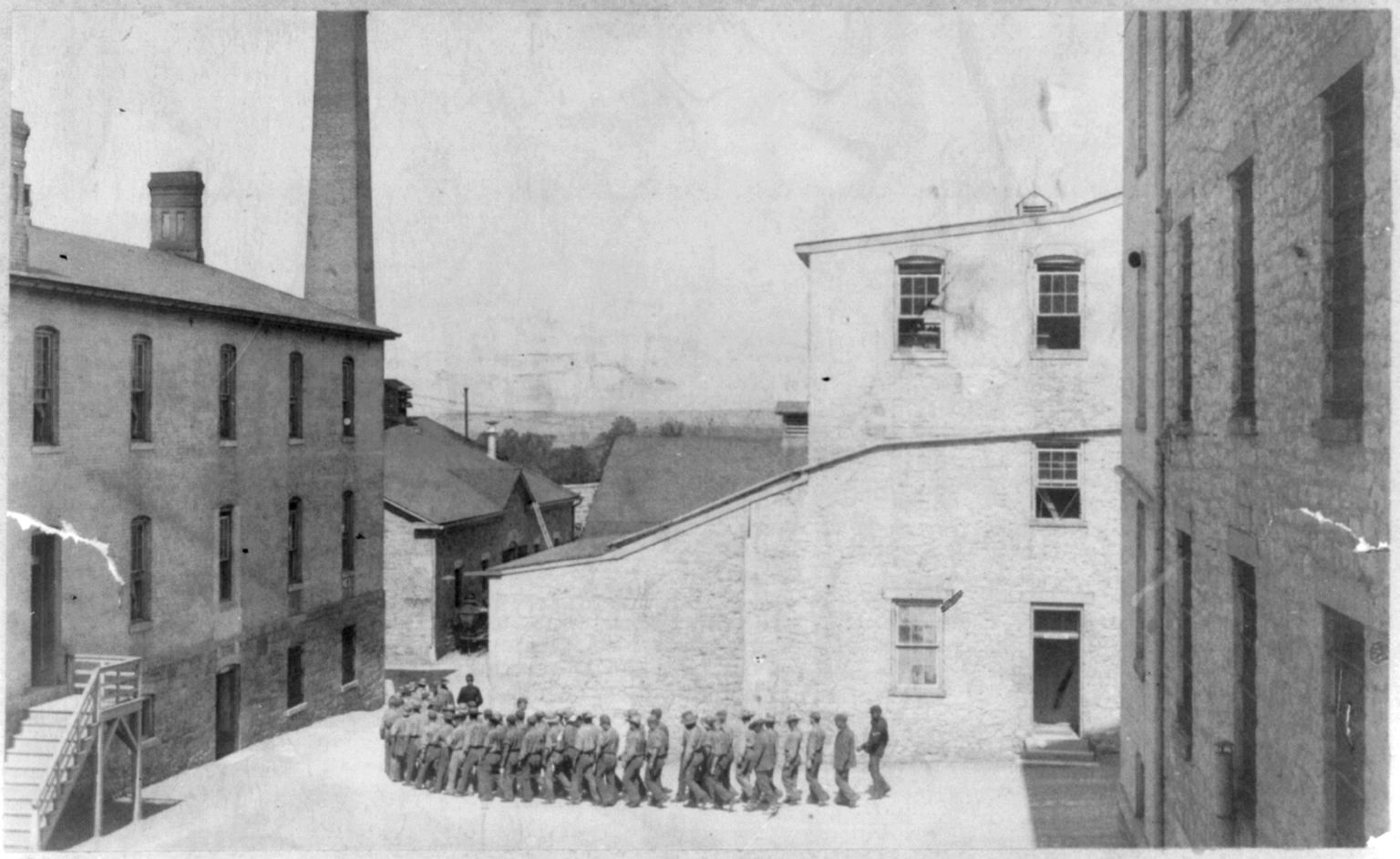
Bundesgefängnis Leavenworth (ca. 1910)

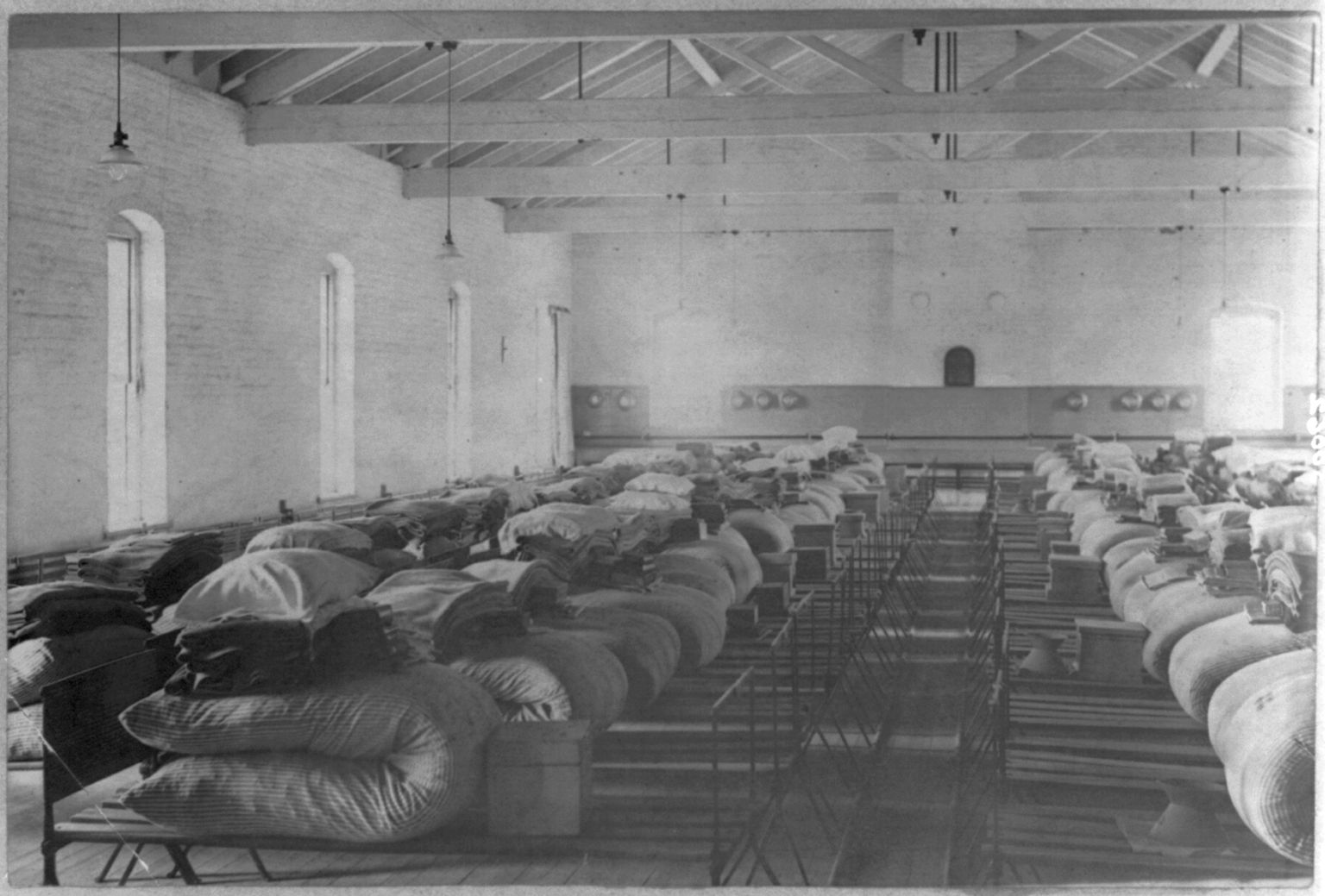
Schlafsaal (ca. 1910)

Das Bundesgefängnis Leavenworth /ˈlɛvənˌwɜrθ, -wərθ/ (offiziell engl. United States Penitentiary (USP) Leavenworth) ist ein Gefängnis der amerikanischen Bundesregierung in Leavenworth, im US-Bundesstaat Kansas.
Die Anstalt ist in einen Bereich für Schwerverbrecher und einen Bereich für den normalen Strafvollzug unterteilt. In der Klassifikation des US-amerikanischen Gefängnissystems wurde das Gefängnis als „Maximum Security Prison“ eingestuft. 2005 wurde es auf „Medium Security Prison“ abgestuft. Betrieben wird die Strafvollzugseinrichtung vom Federal Bureau of Prisons, der Strafvollzugsbehörde der amerikanischen Bundesregierung.
Die Anstalt unterhält einen sogenannten UNICOR-Betrieb (den größten der USA), wobei die arbeitenden Insassen in der Textil-, Möbel- und Druckproduktion eingesetzt werden. Es ist mit bis zu 2.100 Insassen belegt. Das Bundesgefängnis liegt in der Nähe der United States Disciplinary Barracks, der Midwest Joint Regional Correctional Facility und der Lansing Correctional Facility. Diese vier bedeutenden Strafanstalten stellen einen wichtigen Wirtschaftsfaktor in der Gegend um Leavenworth dar.

## Geschichte
Nach einem Beschluss des US-Kongresses von 1895 wurde das Bundesgefängnis Leavenworth 1903 in Betrieb genommen. Zuvor waren die Gefangenen in Fort Leavenworth untergebracht.
Nicht zu verwechseln ist das Bundesgefängnis Leavenworth mit dem als United States Disciplinary Barracks bezeichneten Militärgefängnis, das bis 2002 in Fort Leavenworth untergebracht war und seitdem eine neue Anlage nördlich davon hat.

## Bekannte Insassen
| Name                       | Details                                                                                |
| -------------------------- | -------------------------------------------------------------------------------------- |
| John und Clarence Anglin   | inhaftiert wegen Diebstahls und Bankraubs                                              |
| Jimmy Burke                | Saß zweimal in seiner Jugend ein, bekannt durch den Film Goodfellas                    |
| Frederick Cook             | Arzt und Polarforscher, inhaftiert von 1923 bis 1930 wegen Anlagebetrugs               |
| Anthony Corallo            | Boss der Lucchese-Familie                                                              |
| Fritz Joubert Duquesne     | Nazi-Spion und Chef eines Spionagerings                                                |
| John "Sonny" Franzese      | New Yorker Gangster der Colombo-Familie.                                               |
| Gus Hall                   | Langjähriger Vorsitzender der Kommunistischen Partei der USA (CPUSA)                   |
| George „Machine Gun“ Kelly | Legendärer Gangster aus der Zeit der Depression                                        |
| Byron „Bam“ Morris         | Früherer NFL-Spieler                                                                   |
| George „Bugs“ Moran        | Irischer Gangster, der Al Capone bekriegte                                             |
| Michael Nunn               | Früherer Box-Meister                                                                   |
| Carl Panzram               | Serienmörder                                                                           |
| James Earl Ray             | Ermordete Martin Luther King                                                           |
| Troy Deon Reddick          | Bankräuber und Rapper Da' Unda' Dogg                                                   |
| Robert Stroud              | Gewaltverbrecher, Vogelkundler, bekannt durch den Spielfilm Der Gefangene von Alcatraz |
| Scott Tucker               | inhaftiert wegen Betrug, Rennfahrer und Rennstallbesitzer                              |
| Tom Pendergast             | Politiker und Wirtschaftsmagnat während der Prohibition                                |